# KTV Ries

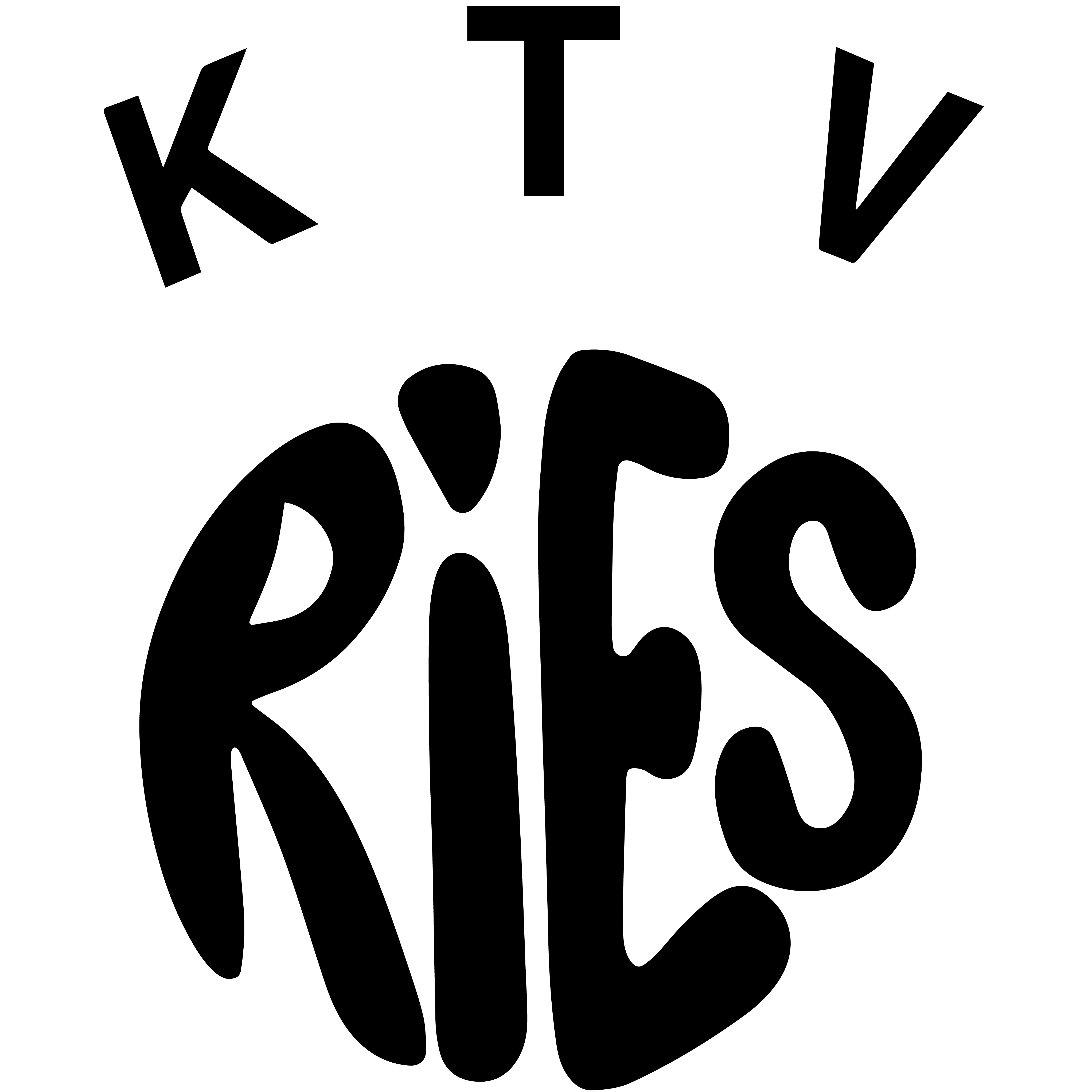
Logo des KTV Ries e.V.

Der Kunstturnverein Ries e.V. (KTV Ries) ist ein Turnverein aus dem Landkreis Donau-Ries, der sich dem leistungsorientierten Turnsport verschrieben hat.
Hervorgegangen ist der Verein aus der  Kunstturnvereinigung Ries, einem Gemeinschaftsprojekt von drei Sportvereinen aus dem Nördlinger Ries, dem TSV 1861 Nördlingen, der SpVgg Deiningen und dem TSV Harburg.
Der Fokus des KTV Ries liegt auf der Förderung junger Talente und dem Aufbau leistungsstarker Mannschaften, die seit 1987 ununterbrochen in der Deutschen Turnliga (DTL) vertreten sind.
Besonders im Nachwuchsbereich ist der KTV Ries breit aufgestellt: Mit zahlreichen männlichen und weiblichen Mannschaften sowie Einzelstartern ist der Verein auf Gau-, Regional-, Landes- und Bundesebene aktiv. Auf dieser Basis werden nachhaltige Erfolge des Vereins mit der regelmäßigen Hervorbringung von Talenten erreicht, auf regionaler als auch auf nationaler Ebene.